# Nguyễn Văn Huệ (Thanh Hóa)
Nguyễn Văn Huệ (1910–2009) là một nhà cách mạng Việt Nam, nguyên Chủ tịch Ủy ban hành chính tỉnh Thanh Hóa.

## Cuộc đời
Nguyễn Văn Huệ sinh ngày 20 tháng 5 năm 1910 ở làng Đô Mỹ, xã Hà Tân, huyện Hà Trung, tỉnh Thanh Hóa. Năm 1927, ông là thành viên của tổ tiểu Tân (hạt nhân cơ sở của Đảng Tân Việt) ở Hà Tân, phụ trách tuyên truyền, giáo dục và tập hợp quần chúng đấu tranh chống Pháp cùng các đồng chí Phạm Tiến Năng, Lê Hữu Thiềm, Lê Tất Đắc, Trịnh Đình Chí, Mai Tự Cường, Lê Viết Bính, Đào Xuân Nghinh, Đào Xuân Tỵ. Năm 1929, ông và năm đồng chí trong tổ chức bị bắt giam.
Năm 1930, ông vượt ngục thành công và được Nguyễn Xuân Phương, một thành viên của phong trào Hội Xích sinh (tức Hội học sinh đỏ) liên hệ, cùng nhau bàn kế hoạch thành lập chi bộ Cộng sản. Ngày 10 tháng 10 năm 1930, tại gác chuông chùa Trần ở làng Trần, tổng Ngọ Xá (nay là thôn Kim Liên, xã Hà Ngọc, huyện Hà Trung), chi bộ cộng sản đầu tiên của huyện Hà Trung được thành lập (gồm Nguyễn Xuân Phương, Mai Tự Cường, Nguyễn Văn Huệ, Đào Xuân Nghinh, Đào Xuân Tỵ) do Nguyễn Xuân Phương làm Bí thư. Ngay sau khi thành lập, chi bộ Hà Trung đã tổ chức in ấn tài liệu, rải truyền đơn kêu gọi công-nông đoàn kết đấu tranh, tích cực mở rộng phạm vi hoạt động từ Hà Lâm ra Hà Ngọc, Hà Bình, Bỉm Sơn lên Hà Tiến, Hà Tân, xây dựng một số cơ sở Nông hội Đỏ. Đêm 22 ngày 23 tháng 12 năm 1931, chi bộ tổ chức đợt rải truyền đơn lớn từ phủ lỵ Hà Trung, phố Trần (bắc cầu Đò Lèn), nhà ga Đò Lèn, ga Cầu Cừ, ga Bỉm Sơn lên vùng Hà Tân, Hà Tiến giáp huyện Thạch Thành xuống vùng Đa Nam giáp huyện Nga Sơn, gây được tiếng vang lớn. Thực dân Pháp tiến hành truy quét, ông và Đào Xuân Tỵ bị bắt về nhà lao tỉnh.
Sau khi thoát khỏi nhà tù, ông tiếp tục hoạt động xây dựng lực lượng ở Hà Trung cùng với các đồng chí Tố Hữu, Lê Tất Đắc, Trịnh Ngọc Điệt, Ngô Đức,... Năm 1942, ông chủ trì thành lập Hội Thanh niên ái quốc Hà Trung ở hang Chùa (xã Hà Tiến). Năm 1943, dưới sự chủ trì của Bí thư Tỉnh ủy Lê Tất Đắc, Hội Thanh niên ái quốc hợp nhất với Thanh Hóa Ái quốc hội Hà Trung của Tỉnh ủy thành Mặt trận Việt Minh tỉnh Thanh Hóa do Nguyễn Văn Huệ phụ trách. Năm 1943, ông là Ủy viên Ban Chấp hành Tỉnh ủy Thanh Hóa.
Ngày 13 tháng 8 năm 1945, Tỉnh ủy Thanh Hóa triệu tập Hội nghị mở rộng ở làng Mao Xá (nay là thôn Toán Tỵ, xã Thiệu Toán, huyện Thiệu Hóa), quyết định thời gian khởi nghĩa giành chính quyền, thành lập Ủy ban khởi nghĩa gồm Lê Tất Đắc, Trịnh Ngọc Điệt, Hoàng Tiến Trình, Lê Chủ, Nguyễn Văn Huệ, Đinh Chương Lân, Ngô Đức, do Lê Tất Đắc làm Chủ tịch, kiêm Chủ tịch Ủy ban nhân dân cách mạng lâm thời. Ngày 23 tháng 8, tại phố Vườn Hoa, thị xã Thanh Hóa, Ủy ban nhân dân cách mạng lâm thời tỉnh Thanh Hóa, dẫn đầu là Chủ tịch Lê Tất Đắc, Phó Chủ tịch Nguyễn Văn Huệ ra mắt người dân. Trước tình hình phức tạp ở các huyện miền núi, Tỉnh ủy thành lập Ủy ban Thượng du do ông làm Cố vấn.
Tháng 1 năm 1946, ông trúng cử Đại biểu Quốc hội khóa I, được phân công làm Chủ tịch Ủy ban Hành chính tỉnh Thanh Hóa. Sau đó ông ra Việt Bắc, công tác tại Cục Thông tin Bộ Tổng tham mưu, Ban Tuyên huấn Trung ương.

## Vinh danh
Tên của ông được đặt cho một con đường ở thành phố Thanh Hóa, thị xã Bỉm Sơn và đề xuất đặt cho một con đường ở thị trấn Hà Trung.